# Лаптево (Галичский район)
Лаптево — деревня в составе Дмитриевского сельского поселения Галичского района Костромской области России.

## География
Деревня расположена у автодороги Судиславль — Солигалич Р100 и на главном ходе Транссибирской магистрали, недалеко от остановочного пункта платформа 505 км.

## История
Согласно Спискам населенных мест Российской империи в 1872 году деревня относилась к 2 стану Галичского уезда Костромской губернии. В ней числилось 15 дворов, проживало 36 мужчин и 48 женщин.
Согласно переписи населения 1897 года в деревне проживало 92 человека (41 мужчина и 51 женщина).
Согласно Списку населенных мест Костромской губернии в 1907 году деревня относилось к Богчинской волости Галичского уезда Костромской губернии. По сведениям волостного правления за 1907 год в ней числилось 20 крестьянских дворов и 114 жителей. Основным занятием жителей деревни был малярный промысел.
До муниципальной реформы 2010 года деревня также входила в состав Дмитриевского сельского поселения.

## Население
| 2008 | 2010 | 2012 | 2014 |
| ---- | ---- | ---- | ---- |
| 113  | ↘99  | ↗113 | ↗115 |